# Kompenzátor zdvihu

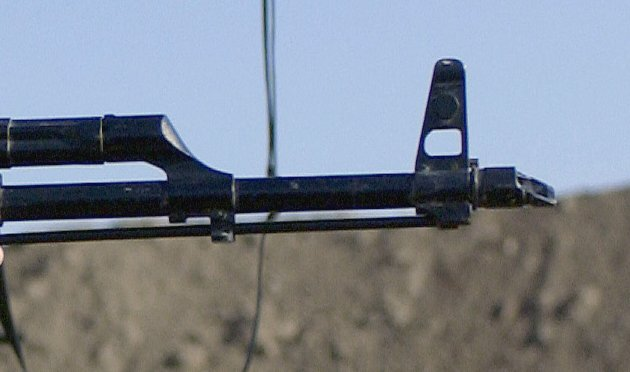
Kompenzátor zdvihu na ústí AKM

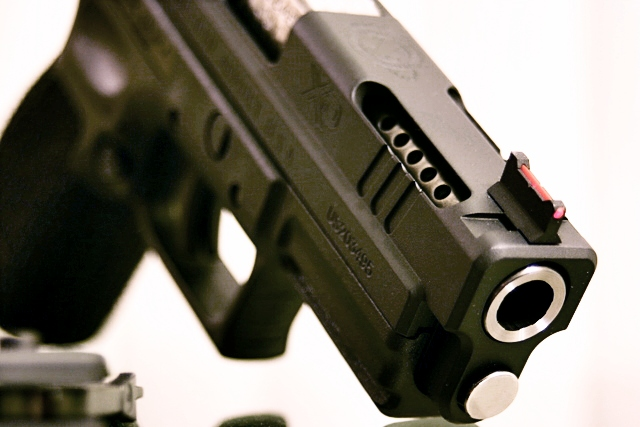
Kompenzátor na pistole Springfield-Armory Custom XD-40

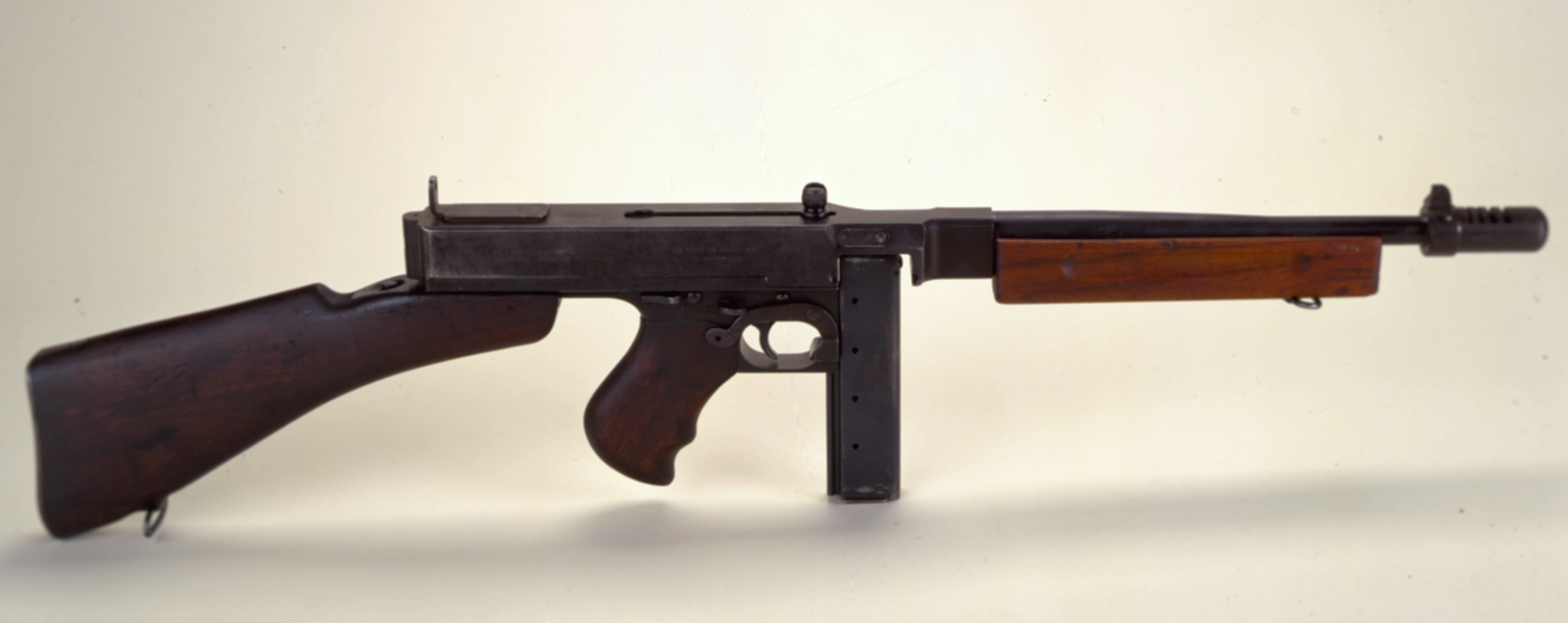
Kompenzátor na ústí samopalu Thompson M1928 A1

Kompenzátor zdvihu je zařízení, které se montuje na ústí palné zbraně nebo je pevnou součástí hlavně. Kompenzátor snižuje zdvih ústí hlavně při střelbě za pomocí změny směru proudění prachových plynů vytékajících z hlavně.
Na rozdíl od úsťové brzdy kompenzátor nesnižuje zpětný ráz zbraně, ale tlumí následek zpětného rázu, který se projevuje zdvihem ústí zbraně. Kompenzátor zdvihu může mít různé podoby: může se jednat o plochu na spodní straně ústí hlavně, čí zkosení jako je tomu u AKM, která odráží spaliny směrem vzhůru. Také může mít podobu zářezu na horní straně při ústí hlavně nebo se může jednat o otvory vyvrtané v horní straně hlavně, kterými po výstřelu proudí plyny směrem vzhůru a tlačí ústí dolů.